# Seliger-Gemeinde
Die Seliger-Gemeinde (Gesinnungsgemeinschaft sudetendeutscher Sozialdemokraten) wurde am 4. Juni 1951 in München gegründet. Sie benannte sich nach dem 1. Vorsitzenden der Deutschen Sozialdemokratischen Arbeiterpartei (DSAP) in der Tschechoslowakei, Josef Seliger.
Zusammen mit den in dieser Zeit nach Deutschland vertriebenen und den in den Exilländern verbliebenen sudetendeutschen Sozialdemokraten nimmt die Seliger-Gemeinde das politische und geistige Erbe der früheren DSAP wahr. Sie zeigt auf, dass es unter den damaligen Sudetendeutschen auch Widerstand gegen das Naziregime gab und setzt sich für deutsch-tschechische Versöhnung und Begegnungen ein.
Zu ihren Vorsitzenden bzw. führenden Mitgliedern gehörten die SPD-Politiker Richard Reitzner, Ernst Paul, Wenzel Jaksch, Volkmar Gabert, Peter Glotz, Christa Naaß und Albrecht Schläger.